# Pema Rigdzin

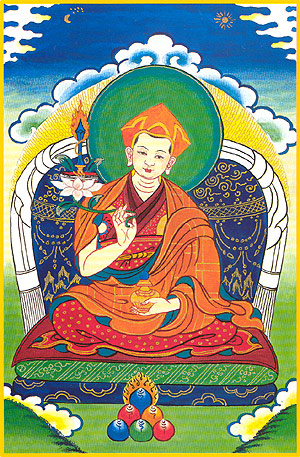
1. Dzogchen Rinpoche

Pema Rigdzin (tibetisch པདམ་རིག་འཛིན། Wylie padma rig ’dzin; geb. 1625; gest. 1697) war ein bedeutender tibetischer Geistlicher der Nyingma-Schule des tibetischen Buddhismus. Er ist der Gründer des Dzogchen-Klosters in Garzê (Sichuan) – des ersten Nyingma-Klosters im Gebiet von Kham – und 1. Dzogchen Rinpoche.